# Nesodynerus vulcanus
Nesodynerus vulcanus är en stekelart som först beskrevs av Blackburn och Cameron.  Nesodynerus vulcanus ingår i släktet Nesodynerus och familjen Eumenidae. Inga underarter finns listade i Catalogue of Life.